# Interdata 7/32 y 8/32

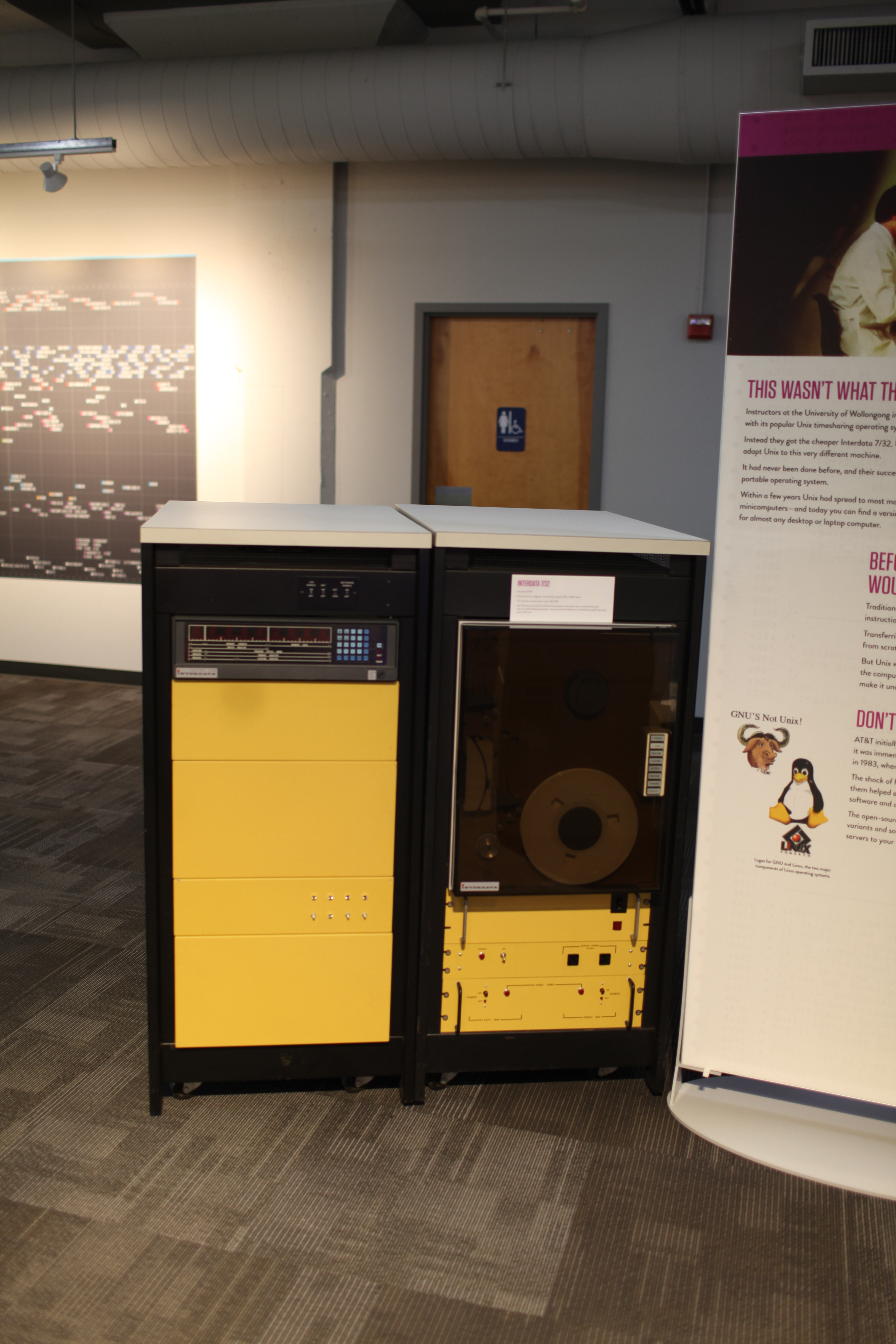
Interdata 7/32

El Modelo 7/32 y el Modelo 8/32 fueron miniordenadores de 32-bits desarrollados por Interdata durante la década de 1970. Son  recordado por ser los primeros miniordenadores de 32 bits, y el primer sistema no- PDP que podía ejecutar  la versión 6 de Unix. El 8/32 era una máquina más potente que el 7/32.
Tras el éxito comercial de los mainframes IBM 360 con microcódigo, las compañías empezaron a utilizar microcódigo  para los miniordenadores. Entre estas empresas se encontraban algunas como Microdata e Interdata.
El 7/32 y 8/32 se convirtió en la computadora de elección en sistemas embebidos de gran escala, como máquinas de análisis en tiempo real para análisis  sísmico mediante  FFT,  CAT escáneres y simuladores de vuelo. También eran de uso frecuente como periféricos no IBM en la red Systems Network Architecture de IBM. Por otro lado cabe destacar que fueron las computadoras detrás del primer  simulador del transbordador espacial. El 8/32 también fue empleado para producir la gran mayoría de los  gráficos generador por ordenador de la época, destacando su empleo en la película de 1982 Tron. Mientras que esta técnica había sido utilizada durante la década de 1970 para los segmentos de menor importancia de trabajo en el cine (como los títulos),Tron fue la primera película de un gran productor que hizo un amplio uso de esta.
Simh incluye simuladores, tanto para el Interdata de 32 bits (7 / 32 y 8 / 32) como los sistemas de 16 bits.